# 竹內正策
竹內 正策（日語：たけうち/たけのうち せいさく，1851年1月—1922年5月3日）為日本陸軍軍人，最終階級為陸軍中將。

## 生平
高知城下出生。、1871年（明治4年）、隨著御親兵上京。1875年（明治8年）1月、任官陸軍少尉。西南戰爭出征。
1892年（明治25年）11月、就任陸軍省軍務局第2軍事課長。1894年（明治27年）9月、任命為第1軍兵站参謀長、甲午战争出征。1895年（明治28年）3月、昇進歩兵大佐軍務局第1軍事課長。1896年（明治29年）11月至1898年（明治31年）3月擔任で東宮武官，同月、到任步兵第34連隊長。1900年（明治33年）4月、進級陸軍少將，任步兵第12旅團長。1903年（明治36年）4月、就任台灣守備混成第1旅團長，同年7月休職。
1904年（明治37年）6月、復歸後備歩兵第4旅團長，日俄戰爭出征。隨著第3軍隷下，參與旅順攻圍戰立下戰功。之後、編入遼東守備軍。1905年（明治38年）3月、轉任步兵第25旅團長，同年10月休職。1906年（明治39年）1月、待命。1907年（明治40年）2月、升進陸軍中將，同時編入預備役。1914年（大正3年）退官，在静岡過著隱居生活。1922年（大正11年）5月、結核發病、無行為能力，油盡燈枯逝世。享年71歲。